# 特倫頓 (北卡羅萊納州)
特倫頓（英語：Trenton）是一個位於美國北卡羅萊納州瓊斯縣的城鎮。同時該地也是瓊斯縣的縣治。

## 人口
根據2020年美國人口普查的數據，特倫頓的面積為0.64平方千米，皆為陸地。當地共有人口238人，而人口密度為每平方千米372人。